# Gościniec (Nawóz)
Gościniec – część wsi Nawóz w Polsce położona w województwie lubelskim, w powiecie zamojskim, w gminie Nielisz.
W latach 1975–1998 miejscowość należała administracyjnie do województwa zamojskiego.

## Etymologia
Zdaniem autorów noty słownika z roku 1881 Gościniec to nazwa używana do wielu karczm w Polsce i Wielkim Księstwie Poznańskim.